# 鎌田真由美
鎌田 真由美（かまた まゆみ、1958年10月8日 - ）は、日本のミュージカル女優、振付家、演出家、ミュージカル俳優の育成者である。
1977年劇団四季入所。『Cats』日本オリジナルキャスト。『ウエストサイド物語』『コーラスライン』等でメインキャストを演じ、カンパニー内でダンスキャプテン、講師としてダンス指導に尽力、13年間劇団四季のダンス強化に努めた。1990年劇団四季退団。
後、振付家として、ミュージカル、コンサート、テーマパーク等を手掛け、その作品は、文化庁芸術祭賞、読売演劇大賞優秀作品賞等を受賞している。2006年、チャリティーミュージカルユニット「CARE-WAVE-AID」設立のための実行委員会を設立。2008年、特定非特定活動法人「CARE-WAVE」理事長就任。舞台運営を行う傍ら、個人養成所において、独自の総合的なカリキュラムによりミュージカル俳優の育成を行っている。

## 来歴・人物
徳島県生まれ。徳島県立城東高等学校卒業後、共立女子大学国文科入学。1977年、大学一年時に劇団四季のオーディションに合格。大学中退。1983年の『Cats』初演時のキャスト（ディミータ役）に選ばれる。当時のキャストに、久野綾希子、保坂知寿、山口祐一郎、浜畑賢吉、元「ジャニーズ」の飯野おさみ、後の浅利慶太夫人となる野村玲子らがいる。数々の作品に出演するとともに、劇団内ダンスキャプテンとして後進のダンス指導に努め13年間在籍。1990年退団。1992年からは振付師として、劇団四季、宝塚に続き日本のミュージカル界を牽引する劇団と評される音楽座、わらび座等で数々の作品の振付を担当。
その他、芸能事務所や専門学校等においてのダンス講師、コンサート、テーマパークでの振付等多数。またプロのミュージカル俳優を目指す後進の育成にも心を砕き、自身の養成所（東京都下北沢、入所条件等非公表）において、ダンス指導、歌唱指導、演技指導を総合的に行う独自のカリキュラムにより、劇団四季研究生、東宝ミュージカル『レ・ミゼラブル』、『ミス・サイゴン』等へ多数の合格者を輩出している。
また、日本国内のミュージカルの普及にも努め、自身の故郷でもある徳島県阿南市の市民劇団「夢創（ゆめつくり）」、宮城県気仙沼市の演劇塾「うを座」、新潟県のミュージカル劇団「オンディーヌ」等で振付、指導を行っている。
チャリティーミュージカルユニット「CARE-WAVE-AID」の代表として、2007年よりノンフィクションミュージカル公演を実施。難病、紛争、災害の現実を伝えること、またその被害者への支援を目的とし、キャスト、スタッフとも著名人が名を連ねるが、すべてボランティアにより運営、その収益はすべて様々な支援活動団体へ寄付されている。
「CARE-WAVE-AID」は、エイズなどの問題を解決するためチャリティーミュージカルを行うブロードウェイの「Broadway Cares/Equity Fights Aids」をモデルとしており、様々な社会問題を知ってもらうと同時に、支援の精神を要として日本における寄付文化の発展にも寄与したいと語っている。
東日本大震災時には、人手を募り、少なくとも四回トラックで現地に赴き、支援品の運搬、分配や瓦礫処理等の支援を行っている。また、被災地となった自身の指導する演劇塾『うを座』（宮城県気仙沼市）の子供たちを元気づけ、被災地の子供たちに夢と希望を与えたいと、市民劇団『夢創（ゆめつくり）』（徳島県阿南市）の子供たちの呼びかけから売り上げを支援金とする合同ミュージカル公演を実施した。
自身が演出・振付・脚本を手掛ける、演劇を通した支援活動は、NHKドキュメンタリー等のマスメディアでも取り上げられた。

## 出演作品

### 舞台
劇団四季出演作品
- Cats（ディミータ役）日本オリジナルキャスト

- コーラスライン（キャシー役・シーラ役）

- ウェストサイド物語（アニタ役）

- エビータ

- オペラ座の怪人

- アプローズ

- 35Steps（創立35周年記念公演）

- ハンス

- ドリーミング

- 夢から醒めた夢

- 人間になりたがった猫

3主な振付・演出作品
CARE-WAVE-AID　
- Vol.1

- Vol.2

- Vol.3

- Vol.4

- Vol.5

音楽座
- リトル・プリンス（主演：土居裕子）

- 星の王子さま（主演：土居裕子）

- 泣かないで

- 21Cマドモアゼル・モーツァルト（主演：新妻聖子）

- アイ・ラブ坊ちゃん（主演：近藤正臣）

わらび座
- アテルイ～北の耀星

- 銀河鉄道の夜

- 小野小町

- カンアミ伝

- 遠野物語　　他多数

劇団エコー
- 羽衣伝説2008（主演：坂元健児）

ホリプロ
- 星の王子さまトリビュート（主演：茂森あゆみ、市村正親）

新宿コマ
- 西遊記GOCOO（主演：コロッケ、ジュディオング）

- 大月みやこリサイタル

tpt
ニッセイファミリーフェスティバルミュージカル
- 赤いろうそくと人魚

その他
- ブルーストッキング・レディース（柴田智子、朝香じゅん、森川美穂他）

- 紳士は金髪がお好き（主演：剣幸）

- エンドレスドリーム（主演：五大路子）

4関連作品の主な受賞歴他
音楽座
- リトル・プリンス（主演：土居裕子）…文化庁芸術祭賞

- 星の王子さま（主演：土居裕子）…第三回読売演劇大賞優秀スタッフ賞・第六回読売演　劇大賞優秀スタッフ賞

- 泣かないで…第二回読売演劇大賞優秀作品賞・第五回読売演劇大賞優秀作品賞

- 21Cマドモアゼル・モーツァルト（主演：新妻聖子）…第31回菊田一夫演劇賞

- アイ・ラブ坊ちゃん（主演：近藤正臣）…第三回読売演劇大賞優秀スタッフ賞

音楽座の『星の王子さま』は、ミュージカル化権を世界で初めて獲得したことで実現したミュージカルである。（サン・テグジュペリ遺族会及びガリマール社との粘り強い交渉の末と語っている。）1995年の獲得時から2005年の著作権の保護期間満了時まで、日本では音楽座の独占権となった。
『銀河鉄道の夜』（わらび座）は、フジテレビジョン、ニッポン放送の主催、共催、また多くの団体の後援により、演出、音楽、振付、照明とも超一流総力を結集したと謳われる、宮沢賢治の世界に最も近い作品として高い評価を得、延べ2万人の観客を動員している。